# Typ 97 Shinhōtō Chi-Ha
Der Typ 97 Shinhōtō Chi-Ha (jap. 九七式中戦車 新砲塔チハ, kyūnana-shiki chūsensha shinhōtō chi-ha, dt. „Typ-97-mittlerer-Panzer: neuer Geschützturm Chi-Ha“) war ein leichter japanischer Panzer aus dem Zweiten Weltkrieg. Der Panzer war der Nachfolger des Typs 97 Chi-Ha.

## Geschichte
Da der Typ 97 Chi-Ha gegen Panzer zu schwach bewaffnet war, wurde der Typ 97 Shinhōtō Chi-Ha entwickelt. Im Wesentlichen wurde ein neuer Turm installiert, der mit einer 47-mm-Kanone mit hoher Mündungsgeschwindigkeit bestückt war. Der Typ 97 Shinhōtō Chi-Ha gilt als der beste japanische Panzer des Zweiten Weltkriegs.
Der Typ 97 Shinhōtō Chi-Ha wurde das erste Mal auf der Insel Corregidor im Jahr 1942 eingesetzt. Der Panzer beruhte auf Erfahrungen des Panzereinsatzes im Spanischen Bürgerkrieg (1936–1939). Die japanischen Ingenieure orientierten sich an deutschen, sowjetischen und italienischen Fahrzeugen. Der Typ 97 Shinhōtō Chi-Ha war ursprünglich dafür konzipiert, die japanische mechanisierte Infanterie zu unterstützen. Diese Strategie entpuppte sich bei vielen Kämpfen gegen britische Truppen als sehr erfolgreich. Der Panzer wurde bei Kampfhandlungen im gesamten Pazifikraum und in Ostasien eingesetzt und konnte sich auf dem Gefechtsfeld behaupten. Auch wurde das Fahrzeug noch 1945 in der Mandschurei gegen  die Rote Armee eingesetzt.
| Herstellungszahlen des Typ 97 Shinhōtō Chi-Ha |      |      |           |
| Jahr                                          | 1942 | 1943 | Insgesamt |
| Stückzahl                                     | 503  | 427  | 930       |